# Álvaro Ormeño
Álvaro Ormeño (ur. 4 kwietnia 1979 w Santiago) – chilijski piłkarz grający na pozycji pomocnika. Jego pseudonim to „Gaviota” (Frajer).

## Kariera klubowa
Ormeño jest wychowankiem CD Ñublense, w którym grał do roku 2001, kiedy to został zawodnikiem Deportes Ovalle. Następnie występował w Santiago Morning i Everton Viña del Mar. W roku 2005 trafił do najsilniejszego klubu w Chile - CSD Colo-Colo. Barwy zespołu z Santiago reprezentował jednak tylko przez roku, gdyż w sezonie Clausura 2007 wyjechał do Argentyny, aby grać w Gimnasii La Plata, w której zadebiutował 9 lutego 2007 w meczu z Arsenal Sarandí (0:2).

## Kariera reprezentacyjna
Álvaro Ormeño jest reprezentantem Chile. Członkiem kadry narodowej jest od 2007 roku. Z zespołem „La Roja” uczestniczył w Copa América 2007.